# Nikołaj Djaczenko
Nikołaj Sidorowicz Djaczenko, Mykoła Sydorowycz Djaczenko (ros. Николай Сидорович Дьяченко, ukr. Микола Сидорович Дяченко, ur. 20 lutego 1921 we wsi Olchowczik obecnie w rejonie korsuńskim w obwodzie czerkaskim, zm. 24 stycznia 1945 w okolicach Kępna) – radziecki wojskowy, starszy porucznik, uhonorowany pośmiertnie tytułem Bohatera Związku Radzieckiego (1945).

## Życiorys
Urodził się w ukraińskiej rodzinie chłopskiej. Skończył szkołę średnią, od 1938 służył w Armii Czerwonej, w 1940 ukończył szkołę kawalerii w Tambowie, od sierpnia 1941 uczestniczył w wojnie z Niemcami. Brał udział w obronie Moskwy, w bitwie pod Stalingradem, bitwie kurskiej, bitwie o Dniepr i walkach na terytorium Polski, był czterokrotnie ranny. Od 1944 należał do WKP(b). Jako dowódca kompanii 524 pułku piechoty 112 Dywizji Piechoty 13 Armii 1 Frontu Ukraińskiego wyróżnił się w walkach od 12 do 24 stycznia 1945, gdy jego kompania zadała Niemcom duże straty w sile żywej i technice. W walce na północny zachód od Kępna wraz z kompanią przełamał niemiecką obronę i zabezpieczył działania pułku, odpierając wiele kontrataków wroga i zabijając kilkudziesięciu niemieckich żołnierzy. W tej walce został ciężko ranny, a następnie zginął. Pochowano go na polu walki. Jego imieniem nazwano ulicę w Korsuniu Szewczenkowskim.

## Odznaczenia
- Złota Gwiazda Bohatera Związku Radzieckiego (pośmiertnie, 10 kwietnia 1945)
- Order Lenina (pośmiertnie)
- Order Czerwonego Sztandaru